# Pollux Peak
Der Pollux Peak ist ein Berg im Yellowstone-Nationalpark im US-Bundesstaat Wyoming. Sein Gipfel hat eine Höhe von 3373 m. Er befindet sich im östlichen Teil des Parks, nahe der Grenze zum Shoshone National Forest und ist Teil der Absaroka-Bergkette in den Rocky Mountains. Der Pollux Peak und sein südlich gelegener Nachbar, der Castor Peak, wurden nach den Dioskuren in der griechischen Mythologie benannt.

## Belege
1. ↑  Pollux Peak - Peakbagger.com. Abgerufen am 15. Dezember 2020.